# Nizí
Nizí (en ucraniano: Низи, romanizado: Nyzy; en ruso: Низы, romanizado: Nizy) es un pueblo ucraniano perteneciente al óblast de Sumy. Situado en el norte del país, es parte del raión de Sumy y del municipio (hromada) de Sad.

## Geografía
Nizí se encuentra en la margen izquierda del río Psel, a unos 15 kilómetros al sur de Sumy. 

## Historia
Nizí fue fundada en 1662 y el fundador del pueblo es Gerasim Kondratiev, quien fundó la ciudad de Sumy hace 10 años. Al principio toda la población estaba formada por cosacos, pero más tarde también se establecieron aquí mujeres. Durante dos siglos, el pueblo perteneció a los Kondratiev, coroneles del regimiento de Sumy. El último fue Mikola Kondratiev, quien en 1880 vendió la finca y la tierra al empresario Dmitri Sujánov. Hasta mediados del siglo XIX se llamó Niz.  
Durante la Segunda Guerra Mundial, el pueblo estuvo ocupada por las tropas de la Wehrmacht entre octubre de 1941 y 1943.
Nizí recibió el estatus de asentamiento de tipo urbano en 1956.En 1973 aquí había una fábrica de azúcar, una fábrica de ladrillos, una granja ganadera y una planta de producción de zumos de frutas.
En 2023, Nizí perdió el estatus de asentamiento de tipo urbano en la legislación ucraniana debido a la eliminación de este estatus administrativo.
Durante la invasión rusa de Ucrania, el pueblo fue ocupado por tropas rusas y luego Nizí fue liberado por las Fuerzas Armadas de Ucrania.

## Demografía
La evolución de la población de Nizí entre 1959 y 2022 fue la siguiente:
| 4209                                                          | 3480 | 3209 | 2928 | 2889 | 2849 | 2699 |
| (Fuente: Cities & Towns of Ukraine y UKRAINE: Größere Städte) |      |      |      |      |      |      |

Según el censo de 2001, la lengua materna de la mayoría de los habitantes, el 94,54%, es el ucraniano; del 5,12% es el ruso.

## Economía
En Nizí hay una central hidroeléctrica en el río Psel.

## Infraestructura

### Transporte
El asentamiento tiene acceso a la autopista H07 que va al norte hacia Sumy y al oeste hacia Romní y Kiev. El pueblo tiene una estación de tren del mismo nombre en la línea Sumy-Liubotín.  

## Personas importantes
- Alexandr Shaparenko (1946): deportista soviético ucraniano que compitió en piragüismo en la modalidad de aguas tranquilas en los JJOO de 1968 y de 1972.
- Oleg Gúsev (1983): exfutbolista ucraniano que jugaba de centrocampista y fue internacional con la selección de fútbol de Ucrania.